# Lac de Fontaine
Pour les articles homonymes, voir Lac Fontaine.
Le lac de Fontaine est un petit lac de montagne marécageux situé à 1 330 mètres d'altitude à l'ouest des Cornettes de Bise. Il est formé par l'Eau Noire.